# 郑家屯事件

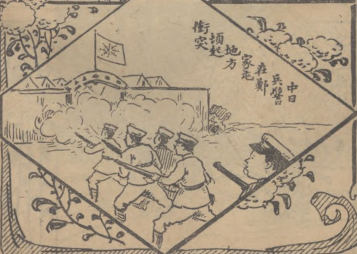
漫画中日兵警在郑家屯地方起冲突，《少年》杂志1916年，第6卷，第10期

郑家屯事件，是1916年的8月在中华民国奉天省洮昌道辽源县郑家屯爆发的中日冲突。此事件造成日方12人死亡、5人重伤，中方4人死亡、1人重伤:185，事情最终以北京政府道歉告终。

## 背景
1905年，日本在日俄战争后和中国清政府签订《中日会议东三省事宜条约》，获得了俄罗斯帝国在南满铁路沿线地区的驻兵权。1914年8月，日本军队以在郑家屯附近举行军事演习时受到中国警察误击为由进驻郑家屯。事后日本政府不顾中国政府的抗议，继续在郑家屯驻军。
1916年，讨袁护国战争爆发，满蒙独立运动领袖之一巴布扎布以“反袁复清”为由掀起第二次满蒙独立运动。巴布扎布率部进军内蒙古东部一带，洮辽镇守使吴俊升在突泉阻击巴布扎布，击毙500多名巴布扎布军队士兵。之后巴布扎布一路败退，张作霖派遣奉军28师阻击并进驻了郑家屯所在的辽源县。

## 经过
1916年8月13日午后，日本商人吉本喜代吉在郑家屯街市买鱼时，因价格原因与卖鱼少年发生争执:192（另一说法是一名中国儿童在郑家屯吃瓜时，不小心把瓜籽甩在日本商人吉本喜代吉身上，吉本愤怒后殴打该儿童）。当时驻扎在郑家屯的一个奉军28师士兵路过，与吉本发生争执并将其殴打:189。吉本前往日本设的警署告状。日本警察川濑接到投诉后，前往镇守使署无人应答:191，便直接前往28军驻地司令部讨要说法:198，但遭到守卫士兵的拒绝和殴打。后川濑向日本守备队报告，请求支援。
日本守备队中尉松尾彦治:187带领20余名士兵闯入当地奉军驻地，要求寻找与吉本冲突的中国士兵。在争执中，一名日兵将一位奉军士兵的右手砍断:195,198，此后又发生枪战，双方各有伤亡，日警川濑也在混战中身亡。由于当时28师驻地有约300名中国士兵，日军寡不敌众，因此日本士兵撤出奉军驻地。
事发当日，井上大鬼智:188大尉向辽源县知事靖兆凤提出休战条件，要求把28师撤出郑家屯:201。靖兆凤和28师商量后决定将部队开拔城外驻扎。当辽源县知事靖兆凤将中国军队退出消息告知井上、松尾时，井上等人却将靖兆凤扣留（第二天转以靖兆凤儿子为人质而将靖兆凤释放），直至16日晚间日军的增援部队到达:201。日军增援部队陆续到达后，松村连队长在8月21日上午召见靖兆凤，要求中国军队从事发地郑家屯以及从郑家屯到四平街间沿道30里范围的区域内撤离:202。同日，日军在位于郑家屯和四平街之间的八面城镇也张贴了同样的通牒布告:203。
8月24日，日本军队又将郑家屯的奉军营房全部占据，到8月底，在郑家屯的日军达1500余人。日本军队在郑家屯设立领事馆、警察所。

## 处理
北京政府最初让奉天地方当局与日本交涉了结此案，但日本政府拒绝在奉天谈判，要求由日本公使与北京政府直接交涉。从1916年8月19日开始，北京政府外交部与日本新任驻华公使林权助开始对此事谈判。9月2日，林权助向北京政府外交总长陈锦涛提出八条要求：
1. 严责28师师长冯麟阁；
2. 严惩参与军事冲突的军官和士兵，将28师所有将领免职；
3. 中国政府向日本士兵公开道歉，命令东北各路长官不准自己的士兵与日本军队发生冲突；
4. 承认日本在南满派驻警察的权力，并增设顾问；
5. 在南满及内蒙古，中国军队要聘请日本人为军事顾问；
6. 聘请日本人为军事教习；
7. 给日本被害者或者遗族予以相当慰藉；
8. 奉天督军前往关东都督等处谢罪。

1917年1月，郑家屯事件交涉完结，北京政府除去第五、六条外，基本上接受日本所提出的所有条件，同意申饬28师师长，惩办有关军官，赔偿吉本抚恤金500元，出示礼遇日本人的告示，奉天督军向日本关东都督和驻奉天总领事赔礼道歉。
1917年4月14日，日本军队撤离郑家屯。

## 事后
由于中国军队撤出郑家屯，使原拟包围巴布扎布的计划落空。巴布扎布蒙古叛军，全部更换日军军服，并在日军保护下，炸毁饶阳河桥，切断奉军北调部队追击。
此事也让日本政府改变了对华政策，停止支持宗社党，转而扶持张作霖。受到严责的28师师长冯麟阁渐渐远离军界。1917年，冯麟阁支持张勋复辟失败后投身商界。